# Paltan
Paltan è un film di guerra indiano in lingua hindi del 2018, scritto, diretto e prodotto da J. P. Dutta. Il film si ispira ai fatti degli scontri di Nathu La e Cho La del 1967 tra India e Cina lungo il confine del Sikkim.
Il film presenta un cast corale comprendente tra gli altri gli attori Jackie Shroff, Arjun Rampal, Sonu Sood, Harshvardhan Rane, Sonal Chauhan e Dipika Kakar. Il film è uscito nelle sale il 7 settembre 2018..

## Trama
Il film si basa sui reali eventi degli scontri tra truppe indiane e cinesi nel settembre-ottobre 1967 nei pressi dei passi montani di Nathu La e Cho La, lungo il confine tra Cina e l'allora protettorato indiano del Regno del Sikkim; nel corso di questi scontri, gli indiani sconfissero le forze cinesi e impedirono loro di prendere possesso di alcune zone di frontiera contese tra le due nazioni.
Un plotone (in hindi paltan, da cui il titolo della pellicola) di soldati indiani viene schierato lungo il confine con la Cina. Dopo alcuni giorni le truppe cinesi iniziano a creare disordini, utilizzando altoparlanti e minacciando le truppe indiane dopo essersi avvicinate al confine, spingendo le truppe indiane a fare lo stesso. Un giorno le truppe cinesi e indiane si impegnano in scontri a colpi di pietre; successivamente le truppe indiane iniziano a costruire una recinzione al confine, ma questa viene distrutta dai soldati cinesi.
I soldati indiani tentano di ricostruire la barriera di confine, ma si scontrano con il pesante fuoco aperto dalle truppe cinesi. Le truppe indiane rispondono quindi al fuoco, ma devono subire un duro attacco da parte dell'artiglieria cinese. Il comandante indiano chiede alle truppe di mantenere le loro posizioni fino all'arrivo in loro aiuto dell'artiglieria indiana; nella battaglia che segue entrambi gli schieramenti subiscono perdite, ma infine i cannoni indiani fanno piovere colpi di artiglieria pesante sui bunker cinesi consentendo al plotone indiano di uscire vittorioso dallo scontro.

## Personaggi
- Jackie Shroff: maggior generale Sagat Singh, personaggio realmente esistito, ufficiale comandante della 17ª Divisione da montagna indiana;
- Arjun Rampal: tenente colonnello Rai Singh Yadav, personaggio realmente esistito, ufficiale comandante del 2º Battaglione del reggimento The Grenadiers indiano;
- Sonu Sood: maggiore Bishen Singh, secondo in comando del 2º Battaglione The Grenadiers;
- Harshvardhan Rane: maggiore Harbhajan Singh del 18º Battaglione del Rajput Regiment;
- Gurmeet Choudhary: capitano Prithvi Singh Dagar del 2º Battaglione The Grenadiers;
- Siddhanth Kapoor: sergente Parashar, Intelligence Corps;
- Luv Sinha: secondo tenente Attar Singh del 2º Battaglione The Grenadiers;
- Rohit Roy: maggiore Cheema dell'Indian Army Corps of Engineers;
- Abhilash Chaudhary: sergente Lakshmi Chand Yadav del 2º Battaglione The Grenadiers;
- Nagender Choudhary: sergente Raghav Prasad Pandey del 18º Battaglione Rajput Regiment;
- Esha Gupta: moglie del colonnello Rai Singh Yadav;
- Sonal Chauhan: moglie del maggiore Bishen Singh;
- Monica Gill: Harjot Kaur, fidanzata del maggiore Harbhajan Singh;
- Dipika Kakar: fidanzata del capitano Prithvi Singh Dagar.

## Colonna sonora
La colonna sonora di sottofondo al film è stata composta da Sanjoy Chowdhury e scritta da Javed Akhtar. La prima canzone della colonna sonora, Paltan Title Track, è stata pubblicata il 13 agosto 2018; la seconda canzone, Raat Kitni, è stata pubblicata il 21 agosto 2018.
La musica nella canzone Paltan Title Track è presa in prestito dal tema musicale dell'iconico blockbuster hollywoodiano del 1957 Il ponte sul fiume Kwai.

## Accoglienza

### Incassi
Il film ha incassato circa 10,22 crore di rupie, a fronte di un budget stimato in 14 crore di rupie.

### Critica
La pellicola ha ricevuto critiche molto positive da parte delle famiglie dei veri soldati coinvolti negli scontri di Nathu La e Cho La, le quali hanno ringraziato il produttore e regista J. P. Dutta per aver presentato la storia della vita di ufficiali dell'esercito non particolarmente celebrati. Il film ha ricevuto apprezzamenti molto positivi anche dai circoli militari e da ufficiali del ministero della difesa indiano per aver parlato della battaglia meno conosciuta della guerra del 1967 al confine del Sikkim.
Tanto il pubblico quanto la critica cinematografica hanno trovato invece l'esecuzione del film in gran parte inefficace per una pellicola di guerra, con personaggi caricaturali e una durata estremamente lunga. Ronak Kotecha, critico del The Times of India, ha assegnato alla pellicola 3 stelle su 5, definendola un lungo dramma di guerra che si riprende solo nei momenti finali.